# Dendropanax
Dendropanax es un género de plantas con flores perteneciente a la familia  Araliaceae, consta de 92 especies de árboles perennes y arbustos, nativos de Centroamérica, Sudamérica, este de Asia y península Malaya.

## Descripción
Son árboles o arbustos, glabros; plantas hermafroditas o a veces poligamomonoicas. Hojas simples, enteras o lobadas; pecioladas. Inflorescencias en 1–20 umbelas compuestas o bien, éstas dispuestas en racimos, pedúnculos bracteados, a veces bracteados y articulados encima de la base o ebracteados, flores 5–9-partidas; pétalos valvados, libres; estilos libres o connados hasta la mitad o más. Fruto globoso u ovoide, carnoso.

## Taxonomía
El género fue descrito por Decne. & Planch. y publicado en Revue Horticole, sér. 4, 3: 107. 1854. La especie tipo es: Dendropanax arboreus

## Especies
| - Dendropanax affinis - Dendropanax alberti-smithii - Dendropanax amplifolius - Dendropanax arboreus - Dendropanax bilocularis - Dendropanax blakeanus - Dendropanax bolivianus - Dendropanax borneensis - Dendropanax bracteatus - Dendropanax brasiliensis - Dendropanax brevistylus - Dendropanax burmanicus - Dendropanax caloneurus - Dendropanax capillaris - Dendropanax caucanus - Dendropanax chevalieri - Dendropanax colombianus - Dendropanax compactus - Dendropanax confertus - Dendropanax cordifolius - Dendropanax cuneatus - Dendropanax cuneifolius - Dendropanax dariensis - Dendropanax dentiger - Dendropanax elongatus - Dendropanax exilis - Dendropanax fendleri - Dendropanax filipes - Dendropanax glaberrimus - Dendropanax globosus - Dendropanax gonatopodus - Dendropanax gracilis - Dendropanax grandiflorus - Dendropanax grandis - Dendropanax hainanensis - Dendropanax heterophyllus - Dendropanax hoi - Dendropanax hondurensis - Dendropanax inflatus - Dendropanax kwangsiensis - Dendropanax lancifolius - Dendropanax langbianensis - Dendropanax langsdorfii - Dendropanax larensis - Dendropanax latilobus - Dendropanax laurifolius | - Dendropanax lehmannii - Dendropanax leptopodus - Dendropanax macrocarpus - Dendropanax macrophyllus - Dendropanax macropodus - Dendropanax maingayi - Dendropanax marginiferus - Dendropanax maritimus - Dendropanax monogynus - Dendropanax morbiferus - Dendropanax neblinae - Dendropanax nervosus - Dendropanax nutans - Dendropanax oblanceatus - Dendropanax oblongifolius - Dendropanax oliganthus - Dendropanax oligodontus - Dendropanax pachypodus - Dendropanax pallidus - Dendropanax palustris - Dendropanax panamensis - Dendropanax parvifloroides - Dendropanax pendulus - Dendropanax poilanei - Dendropanax populifolius - Dendropanax portlandianus - Dendropanax praestans - Dendropanax productus - Dendropanax proteus - Dendropanax punctatus - Dendropanax querceti - Dendropanax ravenii - Dendropanax resinosus - Dendropanax selleanus - Dendropanax sessiliflorus - Dendropanax siamensis - Dendropanax stellatus - Dendropanax swartzii - Dendropanax tessmannii - Dendropanax trifidus - Dendropanax trilobus - Dendropanax umbellatus - Dendropanax venosus - Dendropanax weberbaueri - Dendropanax williamsii - Dendropanax yunnanensis |